# Hecla Island (ö i Australien)
Hecla Island är en ö i Australien. Den ligger i delstaten Western Australia, omkring 2 300 kilometer nordost om delstatshuvudstaden Perth. Arean är 0,27 kvadratkilometer.
Den sträcker sig 0,6 kilometer i nord-sydlig riktning, och 0,7 kilometer i öst-västlig riktning.
Trakten runt Hecla Island är nära nog obefolkad, med mindre än två invånare per kvadratkilometer. Savannklimat råder i trakten. Genomsnittlig årsnederbörd är 1 438 millimeter. Den regnigaste månaden är januari, med i genomsnitt 365 mm nederbörd, och den torraste är juni, med 1 mm nederbörd.